# Oben Erde, unten Himmel

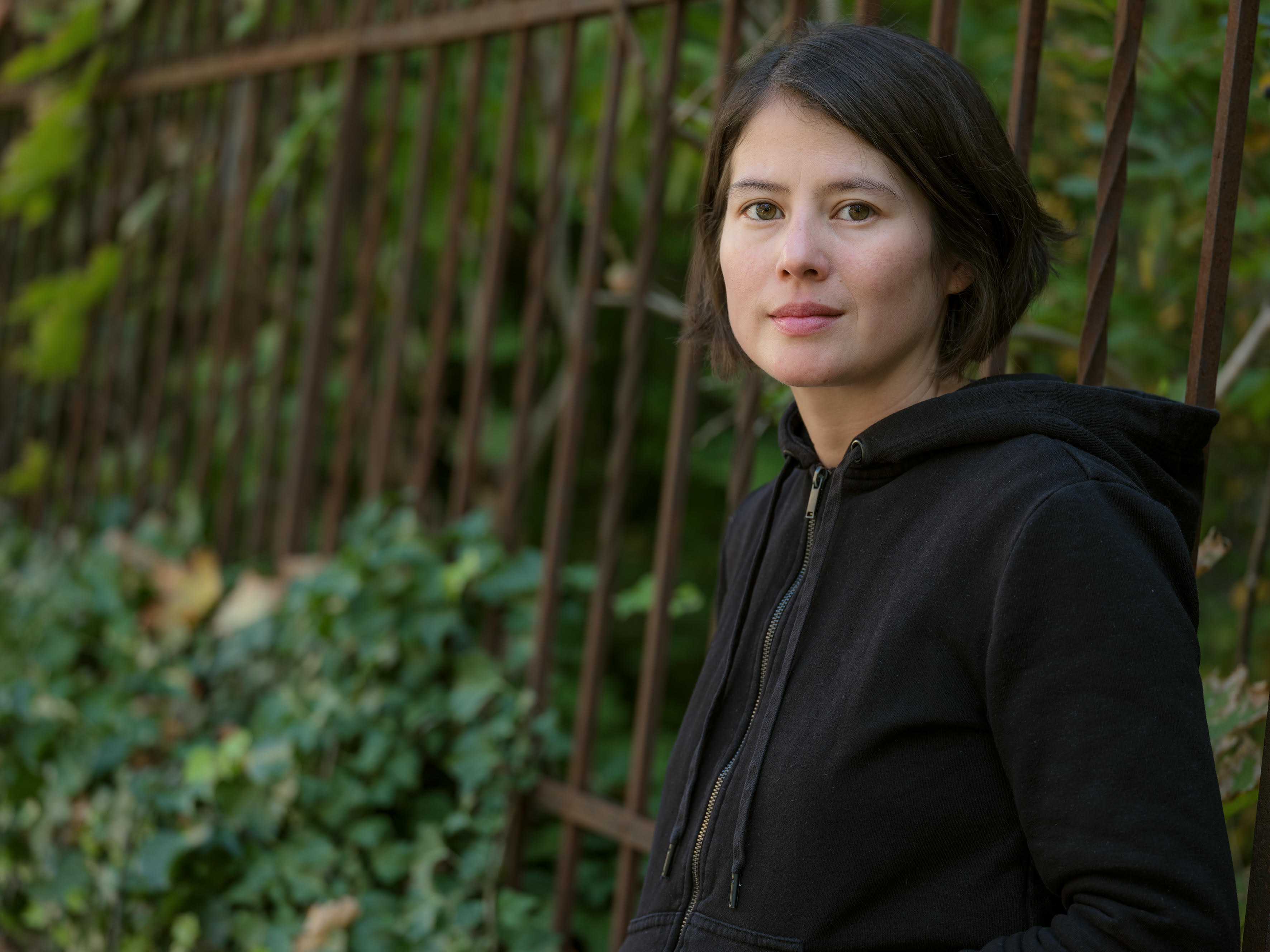
Milena Michiko Flašar (2016)

 Oben Erde, unten Himmel ist ein 2023 erschienener Roman der österreichisch-japanischen Schriftstellerin Milena Michiko Flašar. Er beschäftigt sich mit dem Thema Einsamkeit und Tod in der modernen Gesellschaft.

## Handlung
Die 25-jährige Suzu, aus deren Perspektive die Geschichte erzählt wird, lebt mit wenig Sozialkontakten in einer japanischen Großstadt. Wegen ihres zurückhaltenden Wesens verliert sie ihren Job in einem Familienrestaurant. Eine über ein Dating-Portal geknüpfte Beziehung endet durch Ghosting. Lediglich die Fürsorge für ihren Hamster gibt ihr ein wenig Lebenssinn.
Sie findet dann aber eine Arbeitsstelle in der Firma des schon älteren Herrn Sakai. Diese reinigt Fundorte von Leichen, insbesondere solcher von vereinsamt gestorbenen und erst nach längerer Zeit entdeckten Kodokushi. Über ihre Arbeit bekommt Suzu nach und nach Kontakt zu ihren Arbeitskollegen sowie Freunden und Bekannten des Herrn Sakai. Herr Sakai entwickelt sich zu einer Art Vaterfigur. Bei den Aufräumarbeiten gewinnt sie tiefe Einblicke in das Leben der Verstorbenen, deren Würde stets durch die Einhaltung von Ritualen gewahrt wird.
Suzu freundet sich zudem mit ihren Nachbarn, dem schon betagten Ehepaar Fuji, an. Sie hilft einem Arbeitskollegen während einer schweren Erkrankung und lässt ihn sogar in ihrer Wohnung übernachten. Herr Sakai berichtet über seine Entscheidung, auf Grund des einsamen Todes seines Vaters das Unternehmen zur Reinigung der Wohnungen der verstorbenen Kodukushi zu gründen und dafür seinen bisherigen „normalen“ Bürojob aufzugeben.
Am Ende des Buches werden einige japanische Begriffe, die in anderen Ländern nicht geläufig sind, erklärt.

## Echo
Milena Michiko Flašar hat für ihren Roman den Evangelischen Buchpreis 2024 erhalten.
Annemarie Stoltenberg kommt im Norddeutschen Rundfunk zu der Einschätzung, dass Milena Michiko Flašar einer der „schönsten, fragilsten und würdevollsten Texte über den Tod in unserer modernen Welt“ gelungen sei.
Im Deutschlandfunk bewertet Irene Binal das Buch als optimistischen Roman über Tod und Einsamkeit. Milena Michiko Flašar verstehe es, das Thema auf einzigartige Weise spritzig und humorvoll anzugehen. Das Werk sei sowohl unterhaltend wie tiefgründig.
Cornelia Geißler schreibt in der Frankfurter Rundschau, dass Milena Michiko Flašar die Worte mit Bedacht wähle und festhalte, was andere übersähen. Der Roman puste Wärme in die Gefühlskälte und mache daher einen hellen, belebenden Eindruck.

## Ausgabe
- Oben Erde, unten Himmel. Klaus Wagenbach Verlag, Berlin 2023, ISBN 978-3-8031-3353-3